# Weston, Halton
Weston är en ort i kommunen Borough of Halton, i grevskapet Cheshire, i England. Weston var en civil parish 1866–1936 när blev den en del av Runcorn. Civil parish hade 3 783 invånare år 1931.